# Ina Wolf
Ina Wolf (* 9. Oktober 1954 in Lochau/Vorarlberg, geb. Christina Ganahl, später auch als Christina Simon bekannt) ist eine österreichische Sängerin und Songschreiberin.

## Frühe Jahre und Teilnahme am Eurovision Song Contest
Ina Wolf war Mitte der 1970er Jahre unter dem Namen Christina Simon Teil der neuen, jungen österreichischen Musikszene in Wien. Mit Kollegen wie Wilfried, Peter Cornelius, Marianne Mendt, Rainhard Fendrich, Alexander Goebel, Erika Pluhar, André Heller und Franz Morak wirkte sie bei zahlreichen Schallplatten- und Fernsehproduktionen mit. 1977 zog sie mit ihrem späteren Partner, dem Wiener Musiker Peter Wolf, in die USA. Für Gastspiele kehrte sie mehrmals nach Wien (Theater an der Wien) und Berlin (Theater des Westens) zurück, wo sie in den Musicals Jesus Christ Superstar und Mayflower mitwirkte, wie auch am Wiener Burgtheater in Mandragora.
1979 wurde sie intern vom ORF ausgewählt, Österreich beim Eurovision Song Contest 1979 in Jerusalem zu vertreten. Das ihr zugedachte Lied Heute in Jerusalem textete André Heller. Beim Wettbewerb selbst hatte sie keinen Erfolg; mit fünf Punkten – vier aus Italien und einem aus Großbritannien – landete sie zusammen mit der belgischen Vertreterin auf dem letzten Platz unter 19 Teilnehmern. Das Lied wurde auf Deutsch und Englisch (Jerusalem) als Single veröffentlicht, konnte sich aber nicht in den Hitparaden platzieren.

## Nach dem Wettbewerb und internationale Jahre
1979 heiratete sie Peter Wolf in Los Angeles. Trauzeuge war der Schauspieler Christoph Waltz, der damals in New York lebte. Unter dem Namen Wolf & Wolf und später Vienna erschienen drei Alben, für die Ina Wolf die Texte schrieb und Leadsängerin war. Von nun an arbeitete sie unter dem Namen Ina Wolf als Text-Autorin gemeinsam mit ihrem Mann. Für musikalische Produktionen hat Ina Wolf mit den Künstlern Chicago, Kenny Loggins, Paul Young, Sérgio Mendes, Lou Gramm (Foreigner), Natalie Cole, Pointer Sisters oder Nik Kershaw erfolgreich zusammengearbeitet. Ihren größten Erfolg als Songschreiberin hatte sie mit dem Starship-Hit Sara, der weltweit erfolgreich war und in den USA Platz eins der Charts erreichte.

## Rückkehr nach Österreich
Nach dem Northridge-Erdbeben im Jahr 1994 kehrte Ina Wolf mit ihren beiden Kindern nach Österreich zurück. Im folgenden Jahr trennte sie sich von Peter Wolf, worauf er nach kalifornischem Recht eine rückwirkende Annullierung der Ehe erwirkte.
Als Sängerin verlieh sie ihrer Leidenschaft zum Jazz Ausdruck und startete ein Jazzprojekt (Ina Wolf & Band). Auftritte führten sie neben Österreich auch nach Deutschland und in die Schweiz.
Ina Wolf ist weiterhin als Textautorin für diverse Künstler im In- und Ausland tätig, so für Aleesha, Starmania, Preluders, Joana Zimmer, Nathalia oder Thomas Anders.
Am 14. und 15. November 2014 trat Ina Wolf als Sängerin gemeinsam mit dem Musikverein Rüstorf bei einem zweitägigen Jubiläumskonzert auf, bei dem sie eigens dafür arrangierte Stücke von ABBA darbot.

## Diskografie

### Alben
- Bei uns im Ländle (Christl Ganahl mit ihrer Mutter Marianne und den Bregenzerwälder Dorfmusikanten)
- Meine Bilder (1973) (Christina Simon und ORF-Big-Band)
- Sehnsucht nach der Heimat (1978), als Christine Ganahl
- Cultureshocked (1982), als Wolf & Wolf
- Wolf & Wolf (1986), mit Ray Parker, Jr., Gitarre und Patrick O’Hearn, Bass
- Vienna (1989), als Wolf & Wolf
- Mittendrin (2012), als Ina Wolf

### Singles
- Es gibt keinen Weg (Klavierkonzert C-Dur KV 467) / Abschied (1973) als Anne Christie; produziert von Giorgio Moroder
- Sha-La-La / Dave (1974) als Anne Christie; produziert von Giorgio Moroder
- Die Welt ist wundervoll / Träume (1975), als Christina
- Hirte der Zärtlichkeit / Boogie-Woogie-Mama (1976), als Christina Simon
- Heute in Jerusalem / Babaya (1979), als Christina Simon
- Jerusalem (engl.) / Babaya (1979), als Christina Simon

## Auszeichnungen
- 2021 – „Sound@V“-Musikpreis des ORF, Lebenswerk-Auszeichnung[7]